# Альбрехт IV (граф Габсбург)
А́льбрехт IV Му́дрый (нем. Albrecht IV der Weise; ок. 1188— 22 ноября 1239) — граф Габсбург, представитель дома Габсбургов, ландграф Верхнего Эльзаса, граф Аргау, капитан Страсбурга; сын Рудольфа II, графа Габсбург.

## Биография
После смерти графа Рудольфа II в 1232 году, его сыновья Альбрехт IV и Рудольф III разделили родовые владения: первому досталась западная часть, включая замок Габсбург, Аргау и Зундгау, а второму земли в восточной Швейцарии. Основной линией считались потомки Альбрехта IV, а наследники Рудольфа III стали называться графами Габсбург-Лауфенбург.
Альбрехт участвовал в крестовом походе в Святую Землю, который возглавлял король Наварры Тибо I, где он и скончался в 1239 году. Альбрехт был отцом императора Рудольфа I, который унаследовал графство Габсбург после смерти отца, а затем стал первым императором из дома Габсбургов.

## Брак и дети
Жена с ок. 1217: Гельвига фон Кибург (ок. 1192 — 30 апреля 1260, похоронена в Мури), дочь Ульриха, графа Кибург и Анны Церинген.
- Рудольф I (1 мая 1218 — 15 июля 1291) — граф Габсбург с 1240, король Германии c 1273
- Альбрехт V (до 1228 — 14 декабря 1254) — каноник в Страсбурге и Базеле
- Хартманн (ум. 3 июля 1251)
- Кунигунда; 1-й муж — Генрих, граф Кюссенберг и Штулинген с 1245; 2-й муж — Отто III фон Окзенстейн (ум. 26 сентября 1289/март 1290), ландграф Эльзаса
- дочь (ум. 30 января 1250), монахиня в Брейсгау; муж — Альвиг VI, граф Зульц (ум. до 1236)